# Olao Pivari
Olao Pivari, noto anche con lo pseudonimo di Gatto (Formignana, 30 maggio 1921 – Codigoro, 14 febbraio 1945), è stato un partigiano italiano, medaglia d'oro al valor militare alla memoria.

## Biografia
Chiamato alle armi durante la seconda guerra mondiale, Olao Pivari raggiunse presto il grado di sergente istruttore. Dopo l'8 settembre 1943, come tanti altri sbandati dell'Esercito italiano, si diede alla macchia. Entrato in contatto con un gruppo di partigiani, il 16 maggio del 1944 entrò a far parte della 35ª Brigata Garibaldi "Bruno Rizzieri" e ben presto divenne comandante di un reparto. Catturato dai fascisti durante un'azione, resistette stoicamente alle torture più efferate, senza dire una parola che potesse compromettere i suoi compagni di lotta. Per questo Olao Pivari fu fucilato. La massima ricompensa militare gli è stata conferita nel 1969.